# Büdös-pest
A Büdös-pest leginkább régészeti jelentőségű barlang, amely 1982 óta Magyarország fokozottan védett barlangjai közül az egyik. A Bükki Nemzeti Parkban, Miskolc területén található. Az 1951-ben régészeti védelem alá helyezett barlang szabadon látogatható, megtekintéséhez még lámpa sem kell.

## Leírás
A bükk-fennsíki Kis-fennsíkon, a Forrás-völgy oldalában, a völgy talpszintje felett 42 méterrel magasabban, a Szeleta-gerinc északi oldalában, a Szeleta-barlangtól északkeletre, 307 méter tengerszint feletti magasságban nyílik. Megközelíthető a miskolci Majális park nevű buszvégállomás felől, az Ampullagyárnál induló, piros kereszt turistajelzésen, a Forrás-völgyön kelet felé haladva. Körülbelül egy kilométer után, a Kecske-lyuk nagyméretű bejáratát jobbra elhagyva egy déli oldalvölgy csatlakozik be, melyen a piros négyzet turistajelzés vezet felfelé. A völgytalptól körülbelül 100 métert haladva egy fán piros barlang jelzés látható, amely keskeny, meredek ösvényen felvezet a mellékvölgy nyugati oldalába. Ahol a meredek ösvény eléri a sziklafalat a barlangjelzés jobbra vezet tovább, a Büdös-pesthez.
A bejárata 6,5×5 méteres és ívelt. A barlang triász mészkőben jött létre. A 37 méter hosszú, három–öt méter széles, átlagosan három méter magas, inaktív forrásbarlang a belső része felé, fokozatosan emelkedik és a vége, a feltárás közben keletkezett, 6×4 méter átmérőjű, hét méter magas, felszínre nyíló kürtőben végződik. Ez utóbbi megközelítése az omlásveszély miatt életveszélyes. Kedvelt kirándulóhely.
A régészeti leletek mellett az üledékből barlangi medve, barlangi farkas, borz, barlangi oroszlán, havasi nyúl, óriásszarvas, barlangi hiéna, jávorszarvas, rénszarvas, kőszáli kecske, őstulok, bölény, gyapjas orrszarvú, vadló és mamut csontanyag is a felszínre került.
Előfordul a Büdös-pest az irodalmában Büdöspest (Kadić 1931), Büdöspest-barlang (Gábori 1977), Büdös-pest-barlang (Ringer 2002), Büdös-Pest-barlang (Neidenbach, Pusztay 2005), Büdöspest barlang (Polgárdy 1941), Büdöspest Cave (Takácsné, Eszterhás, Juhász, Kraus 1989), Büdöspesti barlang (Kadić 1907), Büdöspestibarlang (Kadić 1907) és Büdöspestoldali barlang neveken is.

## Kutatástörténet
A Földtani Közlöny 1907. évi évfolyamában publikált és Kadić Ottokár által írt tanulmányban szó van arról, hogy Kadić Ottokár bejárta a Szinva völgyének rendszeréhez tartozó mészkőterületet és itt, a Forrás-völgyben meglátogatta a Büdöspesti barlangot. A 17 megtekintett barlang közül 6 olyan barlang volt, pl. a Büdöspesti barlang, amelyet leginkább alkalmasnak talált arra, hogy abban őslénytani és régészeti kutatásokat végezzenek. A Szeleta-barlangban végzett eredményes ásatások után az ősember Bükk hegységi jelenlétének ismeretében 1913-ban egy újabb kutatóárkot mélyített Kadić Ottokár, ekkor már a barlang fenekéig. Az eredmény nem maradt el, ezért 1916-ban megkezdték a szisztematikus felásást. A leletanyag újraértékelését Mester Zsolt végezte.
Kitöltésének hét pleisztocén és két holocén rétege lett azonosítva. Eszerint az első rétegcsoport az utolsó interglaciális időszakából, tehát kb. 130–100 ezer évvel ezelőtti időből való. A pleisztocén rétegekben, az alulról számított harmadik és az ötödik rétegben a bábonyi, a tipikus moustéri és a charenti kultúrát, tehát őskőkorszaki kultúrákat lehetett azonosítani. Ringer Árpád szerint a harmadik rétegében taubachi kultúra is jelen van. A két felső holocén réteg a 8. és a 9. réteg. Az alsó barna humusz 8. réteg gazdag neolitkori leletanyagot szolgáltatott. A finom kidolgozású, néhol belül is mintázott, karcolásokban vörös festékkel díszített cserepek a bükki kultúrába tartoztak. Ebből a rétegből került elő az 1913-as ásatáskor egy 45–55 éves korában elhunyt nőnek a majdnem hiánytalan csontváza, akit a bejárat közelében, hanyatt fekve, széttárt karokkal temettek el. Ennél valamivel beljebb került elő egy férfi, egy gyermek és egy csecsemő csontváza. A legfelső rétegben kevés kőrézkori cserépen kívül a késő bronzkori Kyjatice-kultúra hagyatéka volt jelen nagyobb mennyiségben.
Véghelyi Lajosnak a Barlangkutatás 1922–1925. évi évfolyamában publikált tanulmánya szerint a bemosott hordalék mindig nehézzé teszi a barlangkitöltés vizsgálatát, mert a rétegek fosszíliatartalmának korhatározó értékét bizonytalanná teszi, de ennél a barlangnál ezt nem kell figyelembe venni, mivel a külső vízgyűjtőterület kicsi. A Turisták Lapja 1931. évi évfolyamában lévő, A lillafüredi barlangok idegenforgalmi jelentőségéről című tanulmányban meg van említve, hogy főleg tudományos szempontból váltak híressé a Bükk hegység barlangjai. Vannak azonban a Bükk hegységnek olyan barlangjai is, amelyek idegenforgalmi és közgazdasági szempontból is fontosak. Ezek: a Szeleta-barlang, a Herman Ottó-barlang, a Kecske-lyuk, a Büdöspest, az Anna-barlang és a Szent István-barlang.
Az 1932-ben kiadott, Az Aggteleki cseppkőbarlang és környéke című könyvben, a Bükk hegység barlangjairól szóló részben szó van arról, hogy a Szeleta-barlang közelében helyezkedik el a Büdöspest. A Büdös-pest ásatásának anyagában nagyon nevezetes egy majdnem teljes, neolit kori női csontváz. Az ismertetés 4 publikáció alapján lett írva. Az 1932-ben napvilágot látott, Természetvédelem és a természeti emlékek című könyvben meg vannak ismételve a könyv 1931. évi kiadásának Büdös-pestet tárgyaló részei. Az 1939. évi Barlangvilágban megjelent és Kadić Ottokár által írt dolgozat szerint a Bükk hegységben található Szeleta-barlangban, Balla-barlangban, Herman Ottó-barlangban, Kecske-lyukban, Három-kúti-barlangban, Istállós-kői-barlangban, Büdös-pestben és Puskaporosi-kőfülkében végzett rendszeres ásatások annyi őslénytani és ősrégészeti anyagot szolgáltattak, hogy abból megtelne egy múzeumi terem.
Az 1941-ben napvilágot látott Magyar turista lexikonban külön szócikke van a barlangnak. A kiadványban az van írva, hogy a 36 m hosszú Büdöspest barlang (Bükk hegység) Lillafüred közelében helyezkedik el. A barlang a leletei alapján az ősember műhelye volt. A barlangi agyagra települt barna és fekete humuszból a fiatalabb kőkor emberének csontmaradványai és cserépedény-töredéke került elő. Az Országjárás 1942. évi évfolyamában meg lett említve, hogy a Bükk egyik nevezetes barlangja a hámori Büdöspest. 1976-ban vált országos jelentőségű barlanggá az 5300-as (Bükk) barlangkataszteri területen lévő, miskolci Büdös-pest.

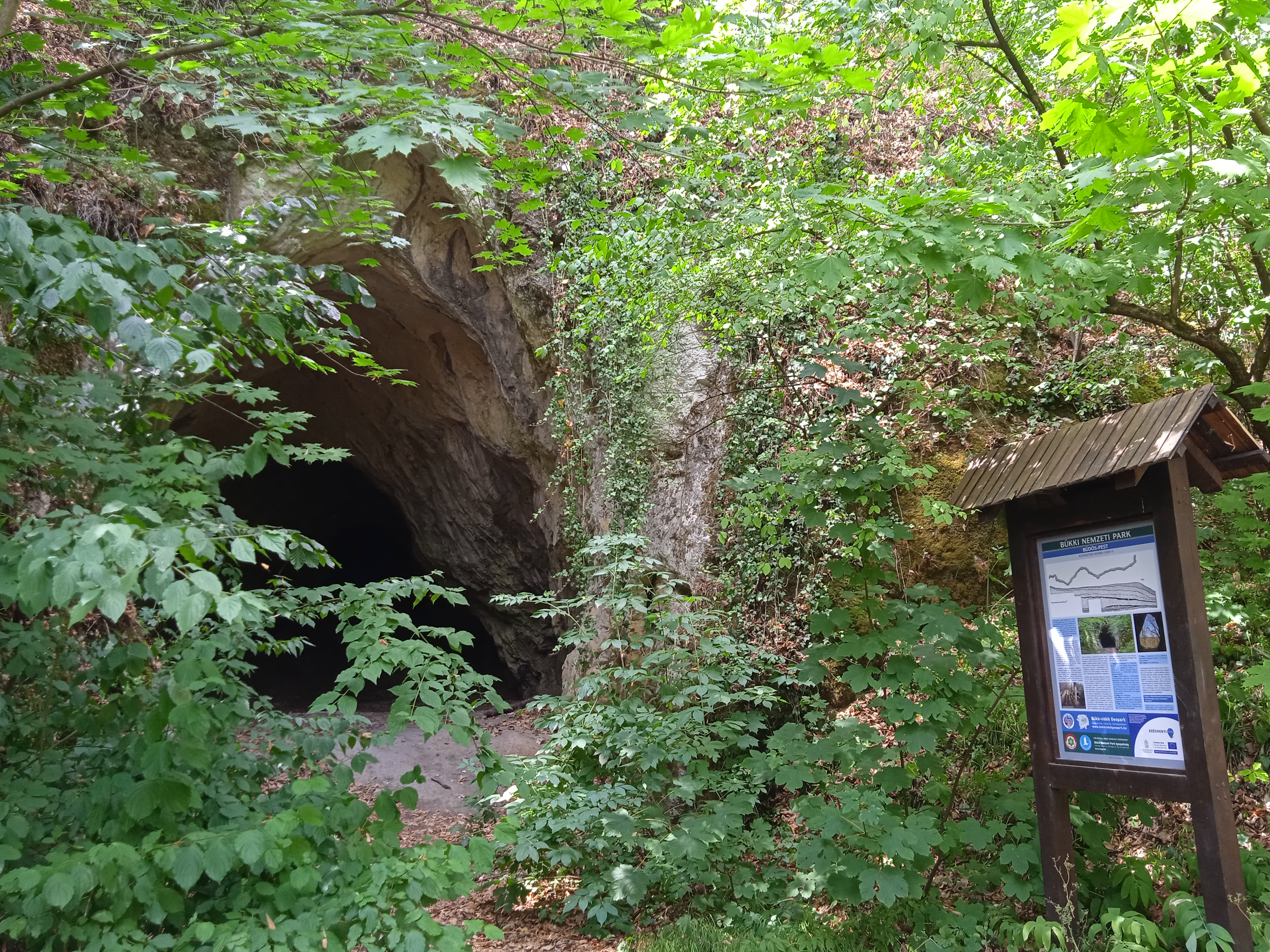
A Büdös-pest bejárata 2022-ben

A Bertalan Károly és Schőnviszky László által összeállított, 1976-ban megjelent Magyar barlangtani bibliográfia barlangnévmutatójában meg van említve a Bükk hegységben lévő, hámori barlang Büdöspest néven. A barlangnévmutatóban fel van sorolva 56 irodalmi mű, amelyek foglalkoznak a barlanggal. Az 1976-ban befejezett, Magyarország barlangleltára című kéziratban az olvasható, hogy a Büdös-pestnek a Bükk hegységben, a Miskolcon található Hámoron, 329 m tszf. magasságban van az ovális alakú és nagy méretű bejárata. A Forrás-völgy D-i végében, jobb oldalon, 42 m relatív magasságban nyílik és piros barlangjelzésű turistaút vezet hozzá. A barlang 36 m hosszú és kb. 10–12 m mély. A pusztuló, egykori forrásbarlang vége felszínre szakadt kürtő. Turisztikai, idegenforgalmi hasznosítása van. Omlásveszélyes a vége. A kézirat barlangra vonatkozó része 2 irodalmi mű alapján lett írva. Az 1976-ban összeállított országos jelentőségű barlangok listájában lévő barlangnevek pontosítása után, 1977. május 30-án összeállított országos jelentőségű barlangok listáján rajta van a Bükk hegységben, Miskolcon található barlang Büdös-pest néven.
Az 1977. évi Karszt és Barlangban lévő, Gábori Miklós által írt összefoglalásban közölve lett, hogy a Büdöpest-barlang új ásatása helyezte új megvilágításba a bükki moustérien és a bükki szeletien evolúciós kapcsolatát. A barlang ipara, amely korábban szeletiennek, máskor műhelyanyagnak volt tartva, példája az átfejlődésnek. Gábori Miklósék szerint a moustérienek körébe tartozik. Ezt a rétegek 14C dátuma és faunája támasztják alá. Fiatalabb a Büdös-pest kultúrrétegének dátuma, mint amilyet a Szeleta-barlang alsó kultúrrétegéből kaptak. A Vértes László által végzett új rétegtisztázó ásatásoknak leginkább a magyarországi barlangi üledékek vizsgálata volt a céljuk (Lais-módszer), és az egyes rétegek időrendi besorolását nagyon segítette pl. a Büdös-pest rétegsorának vizsgálata. A tanulmányban van egy Magyarország térkép, amelyen a Magyarországon lévő, régészetileg kutatott barlangok földrajzi elhelyezkedése figyelhető meg. A térképen látható a Bükk hegység lelőhelyei közé sorolt Büdöspest-barlang földrajzi elhelyezkedése. A folyóirat 1977. évi különszámába bekerült az összefoglalás angol nyelvű változata. Ebben a tanulmányban is közölve lett a térkép, amelyen Büdöspest Cave a barlang neve.

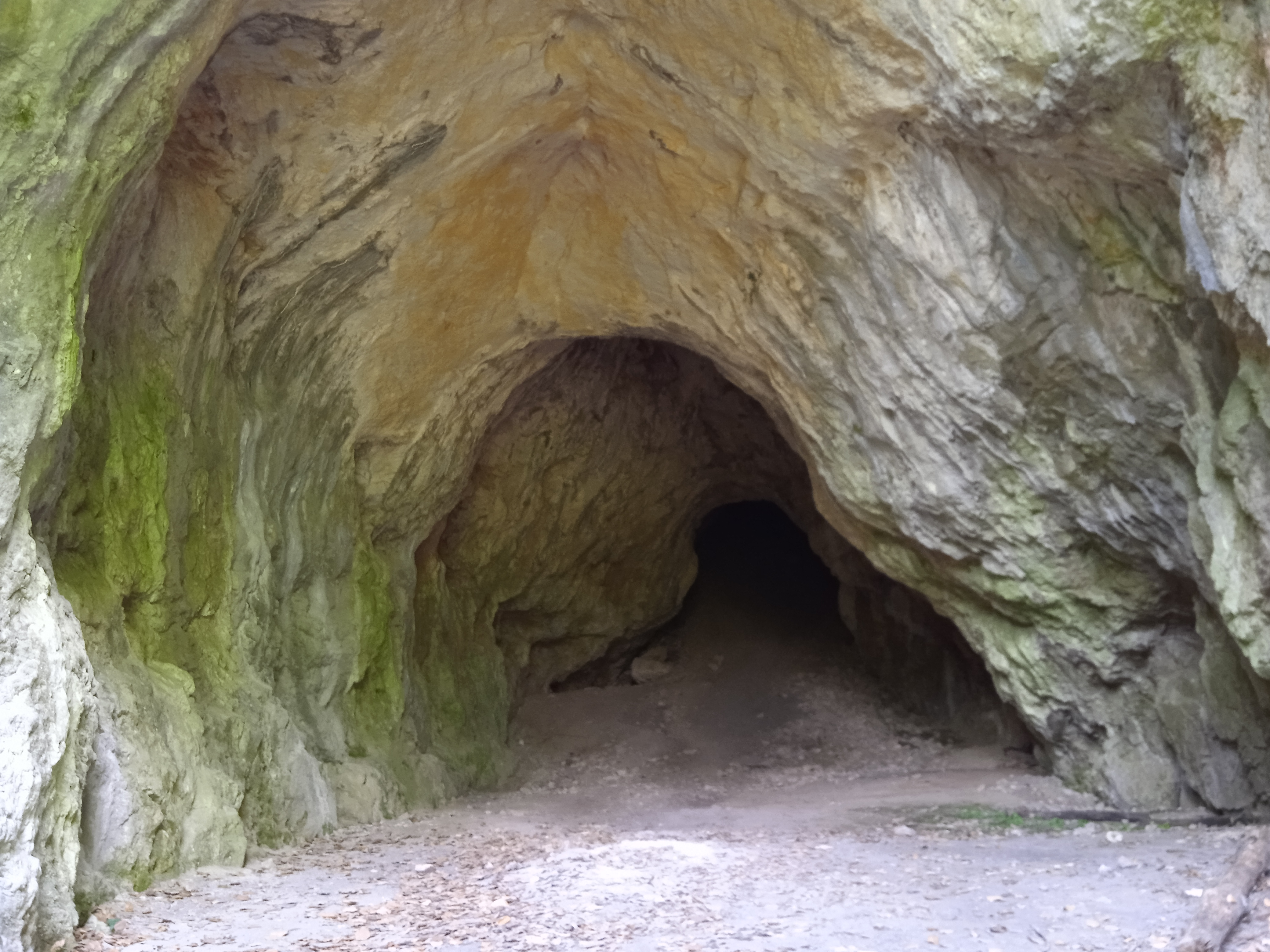
A Büdös-pest belseje 2022-ben

Az 1979-ben napvilágot látott, Barlangok a Bükkben című könyvben szó van arról, hogy a völgy bal oldalán, a völgytalp felett 40 m-re van a Büdös-pest 6 m magas, karcsú O betűhöz hasonló bejárata. A barlanghoz felvezet a piros négyzet jelzésű ösvény. Egyetlen nagy termének két kijárata van. Talajában az ásatások során állatok csontjai és két különböző kultúrszinthez tartozó ősemberi kovaeszközök lettek felfedezve. Az őskőkorszaki kőeszközök mellett egy újkőkorszaki női csontváz is előkerült a barlangból. Ezek, és a barlang közelében lévő kis üreg leletei nagyon fontos régészeti dokumentumok. A Büdös-pesttől Ny-ra 80 m-re található a Király-kúti-zsomboly. A könyvhöz mellékelt, a Bükk hegység barlangokban leggazdagabb területét bemutató térképen látható az 5-ös számmal jelölt Büdös-pest földrajzi elhelyezkedése.
Az 1980. évi Karszt és Barlang 1. félévi számában publikálva lett, hogy a kiemelt jelentőségű Büdös-pest az 5300-as barlangkataszteri területen (Bükk hegység) helyezkedik el. A barlangnak 5363/3. a barlangkataszteri száma. Az MKBT Dokumentációs Bizottsága a helyszínen el fogja helyezni, a többi kiemelt jelentőségű barlanghoz hasonlóan, a barlang fémlapba ütött barlangkataszteri számát. A barlangkataszteri szám beütéséhez alapul szolgáló fémlap ugyanolyan lesz mint a többi kiemelt jelentőségű barlang fémlapja. 1982. július 1-től az Országos Környezet- és Természetvédelmi Hivatal elnökének 1/1982. (III. 15.) OKTH számú rendelkezése (1. §. és 3. §., illetve 5. sz. melléklet) értelmében a Bükk hegységben lévő Büdös-pest fokozottan védett barlang. Az 1982. szeptember–októberi MKBT Műsorfüzetben meg van említve, hogy a Bükk hegységben található Büdös-pest fokozottan védett barlang. A felsorolásban a barlangnevek az MKBT által jóváhagyott és használt helyesírás szerint, javított formában lettek közölve.

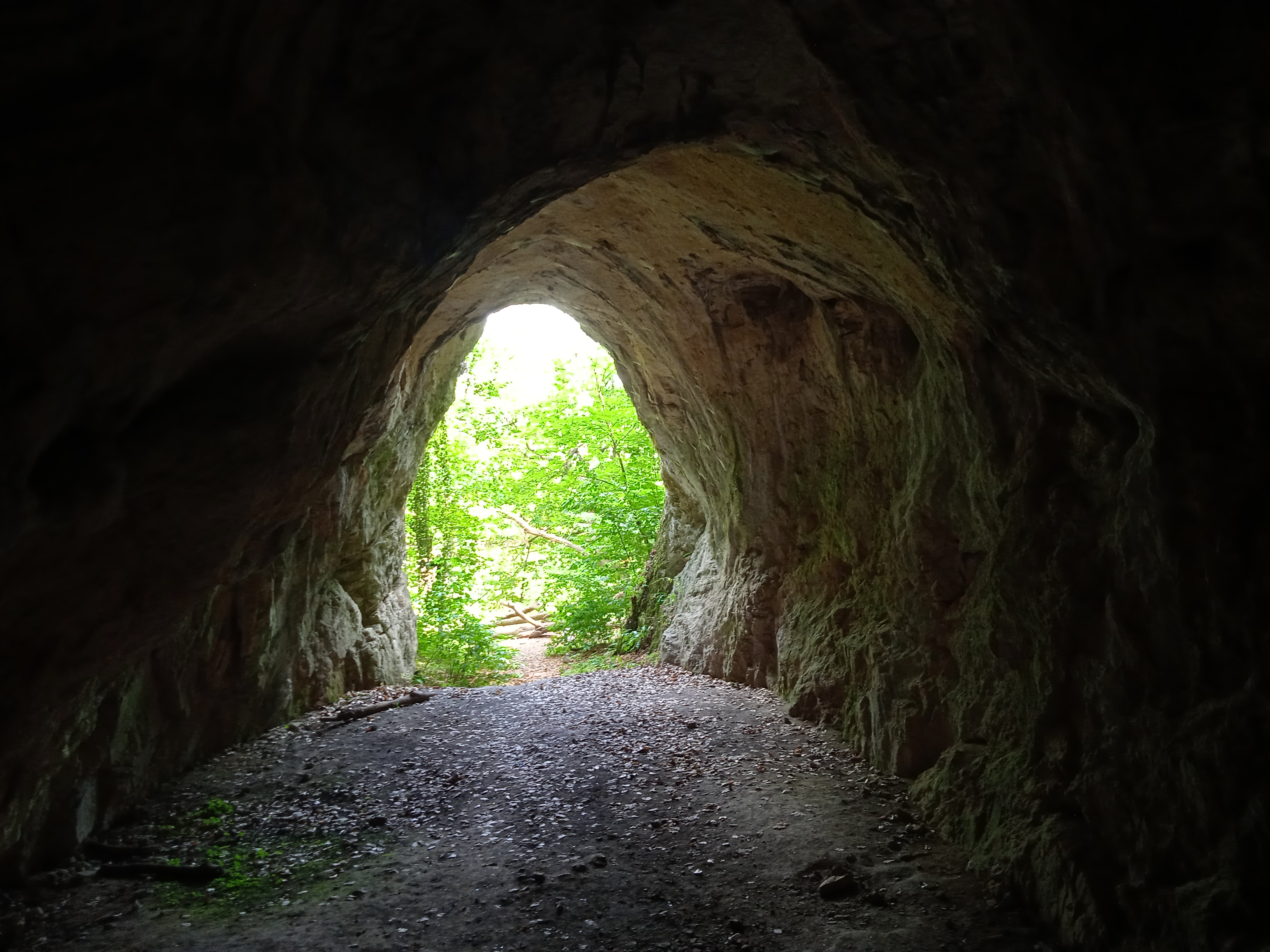
A Büdös-pest belseje 2022-ben

Az 1984-ben kiadott, Magyarország barlangjai című kiadványnak a magyarországi őslénytani és régészeti ásatásokat áttekintő részében szó van arról, hogy Hillebrand Jenő és Kormos Tivadar 1909-től bekapcsolódtak a magyarországi barlangok ásatásába, és néhány év alatt Magyarország majdnem mindegyik nagy barlangi lelőhelyén, pl. a Büdös-pestben is ásatást végeztek. A kiadványban van egy Magyarország térkép, amelyen a Magyarországon lévő, régészetileg kutatott jelentősebb barlangok földrajzi elhelyezkedése figyelhető meg. A térképen látható a Büdös-pest földrajzi elhelyezkedése. A könyv országos barlanglistájában szerepel a Bükk hegységben lévő barlang Büdös-pest néven. A listához kapcsolódóan látható az Aggteleki-karszt és a Bükk hegység barlangjainak földrajzi elhelyezkedését bemutató, 1:500 000-es méretarányú térképen a barlang földrajzi elhelyezkedése.
Az 1989. évi Karszt és Barlangban lévő tanulmányban van egy ábra, amelyen megfigyelhető Északkelet-Magyarország felső pleisztocén kronosztratigráfiája és a táblázat egyik egysége a Büdöspest-barlang barlangi üledékösszlete. A publikációban van egy térkép, amelyen a régészeti leletek miatt ismert jelentősebb magyarországi barlangok földrajzi elhelyezkedése figyelhető meg. A térképen látható a Büdös-pest földrajzi elhelyezkedése. A folyóirat 1989. évi különszámában napvilágot látott a tanulmány angol nyelvű változata. Ebben a tanulmányban is közölve lett a térkép, amelyen Büdöspest Cave a barlang neve. 2001. május 17-től a környezetvédelmi miniszter 13/2001. (V. 9.) KöM rendeletének értelmében a Bükk hegység területén lévő Büdös-pest fokozottan védett barlang. Egyidejűleg a fokozottan védett barlangok körének megállapításáról szóló 1/1982. (III. 15.) OKTH rendelkezés hatályát veszti.

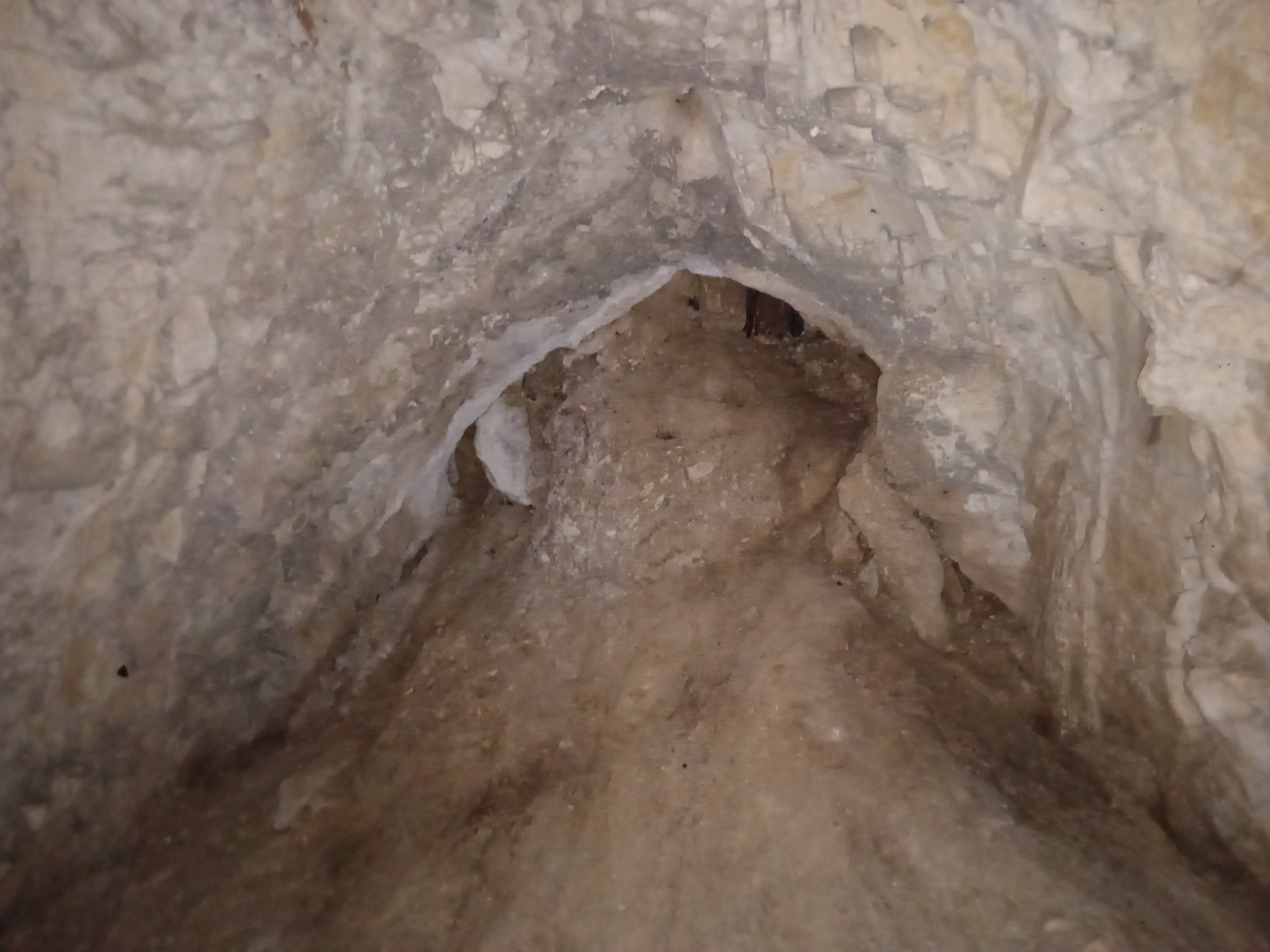
A Büdös-pest belseje 2022-ben

A 2005-ben kiadott, Magyar hegyisport és turista enciklopédia című kiadványban önálló szócikke van a barlangnak. A könyvben szó van arról, hogy a Büdös-Pest-barlang régészeti jelentőségű, fokozottan védett barlang, amely a Bükk hegységben helyezkedik el. A Kis-fennsíkon, a Szeleta-gerinc É-i oldalában, a Forrás-völgy talpától 42 m-rel magasabban, 307 m tszf. magasságban van a barlang bejárata. Kedvelt kirándulóhely. Triász mészkőben jött létre az inaktív forrásbarlang. Íves, 6,5×5 m-es sziklakapuja 37 m hosszú, 3–5 m széles és átlag 3 m magas járatba vezet, melynek vége egy felszínre nyíló, 6×4 m átmérőjű és 7 m magas kürtő. Kitöltéséből a szakemberek az 1906-ban kezdett ásatások eredményeként 7 jégkori és 2 jelenkori réteget tudtak kimutatni. Az alulról számított 3. és 5. réteg a pattintott kőkorszak anyagát, a 8. és 9. pedig csiszolt kőkorszaki és bronzkori leleteket, valamint egy újkőkorszaki ember csontmaradványát tartalmazta. A régészeti leleteken kívül az üledékből barlangi medve, barlangi farkas, barlangi oroszlán, borz, havasi nyúl, óriásszarvas, jávorszarvas, rénszarvas, barlangi hiéna, kőszáli kecske, bölény, őstulok, gyapjas orrszarvú, mamut és vadló csontanyag is előkerült. Engedély nélkül megtekinthető az 1951-ben régészeti védelem alá helyezett barlang. Lámpa sem szükséges megtekintéséhez.
2005. szeptember 1-től a környezetvédelmi és vízügyi miniszter 23/2005. (VIII. 31.) KvVM rendelete szerint a Bükk hegységben lévő Büdös-pest fokozottan védett barlang. 2013. augusztus 12-től a belügyminiszter 43/2013. (VIII. 9.) BM rendelete szerint a Borsod-Abaúj-Zemplén megyei, miskolci, 5363-3 barlangkataszteri számú és 21289 lelőhely-azonosítójú Büdös-pest régészeti szempontból jelentős barlangnak minősül. A 2012–2014. évi Karszt és Barlangban közölve lett, hogy az idegenforgalmi célra hasznosított Büdös-pestet 2012-ben 36 fő, 2013-ban és 2014-ben senki sem látogatta meg. 2015. november 3-tól a földművelésügyi miniszter 66/2015. (X. 26.) FM rendelete szerint a Büdös-pest (Bükk hegység) fokozottan védett barlang.

## További irodalom
- Kadić Ottokár: A jégkor embere Magyarországon. Az összes magyarországi leletek összefoglaló ismertetése. Der Mensch zur Eiszeit in Ungarn. Zusammenfassende darstellung sämtlicher funde des eiszeitlichen menschen in Ungarn. A Magyar Királyi Földtani Intézet Évkönyve, 1934. (30. köt.) 1. füz. 1–147. oldal
- Korek József – Patay Pál: A bükki kultúra elterjedése Magyarországon. Magyar Nemzeti Múzeum – Történeti Múzeum, Budapest, 1958. (Régészeti Füzetek Ser. II, 2.)
- Mester Zsolt: Bükki paleolitikus barlangi lelőhelyek régészeti revíziója: három esettanulmány. A Herman Ottó Múzeum Évkönyve, 2001. (40.) 21., 28–31., 32., 33. old.
- Mottl Mária: Jelentés az 1932–35. évi barlangkutatásról és az ősgerinces-osztály működéséről. A Magyar Királyi Földtani Intézet Évi Jelentései az 1933–35. évekről. 1940. (4. köt.) 1913. old. (Németül 1925–1939. old.)